# Anne Gainsford
Anne Gainsford, död 1590, var en engelsk hovfunktionär.   Hon var hovdam till Englands drottning Anne Boleyn.
Hon var gift med Sir George Zouche of Codnor Castle. Hon tillhörde Anne Boleyns vänner från tiden före dennas giftermål och ingick i hennes hushåll så tidigt som 1528. Hon var protestant och spelade en indirekt roll i Anne Boleyns strävan att införa reformationen och presentera de nya idéerna för kungen. 